# Abd al-Aziz al-Muqrin

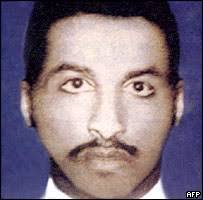
Abd al-Aziz al-Muqrin

Abd al-Aziz al-Muqrin (arabiska عبد العزيز عيسى عبد المحسن المقرن), född 1972/1973, död 18 juni 2004, var Al-Qaidas ledare i Saudiarabien. Han sköts till döds av saudiska säkerhetsstyrkor i Riyadh. 